# Альбрехтсберг-ан-дер-Гросен-Кремс
Альбрехтсберг-ан-дер-Гросен-Кремс (нем. Albrechtsberg an der Großen Krems) — ярмарочная коммуна (Marktgemeinde) в Австрии, в федеральной земле Нижняя Австрия.
Входит в состав округа Кремс-Ланд. Население составляет около 1 тысячи человек. Занимает площадь 28,74 км². Официальный код — 31302.

## Политическая ситуация
Бургомистр коммуны — Ингрид Клебер (АНП) по результатам выборов 2005 года.
Совет представителей коммуны (нем. Gemeinderat) состоит из 19 мест.
- АНП занимает 8 мест.
- Партия UGL занимает 6 мест.
- СДПА занимает 5 мест.